# Eupithecia glaucotincta
Eupithecia glaucotincta es una especie de polilla de la familia Geometridae. La especie fue descrita por primera vez por Harrison Gray Dyar habiendo sido descrita en 1920, con distribución en México. El holotipo fue descrito en Orizaba.

## Descripción
Es una polilla gris oscuro, con una envergadura de 20 milímetros (0,8 plg). Las alas con un tinte verde musgo sobre la mitad interna del ala anterior y toda el ala posterior. El ala anterior cuenta con una pequeña área basal oscura muy limitada y alrededor de ocho líneas, indistintas, pero marcadas en sus inicios en la costa.: Notas 1  La línea subterminal se ve cruzando el ala más distintivamente y limitada hacia afuera por un tinte blanquecino. Su marca discal es redonda y oscura. La línea terminal es negra y angosta, dentada en las venas.
El ala posterior cuenta con la base blanquecina opaca y dos líneas oscuras tenues a lo largo antes del punto discal. Se notan tres líneas más allá del disco discal. La línea externa es submacular y seguida estrechamente por un tinte blanquecino que en el margen se vuelve glauco oscuro, de ahí el nombre de la especie.